# Secretário de Estado da Índia
O Principal Secretário de Estado de Sua Majestade para a Índia, conhecido abreviadamente como Secretário da Índia ou Secretário Indiano, era o ministro do Gabinete Britânico e chefe político do Escritório da Índia responsável pela governança do Império Indiano Britânico, incluindo Áden e Birmânia. O posto foi criado em 1858, quando o domínio da Companhia das Índias Orientais em Bengala terminou e a Índia, com excepção dos Estados Principescos, foi colocada sob a administração direta do governo em Whitehall, em Londres, dando início ao período colonial oficial sob o Império Britânico. 
Em 1937, o Escritório da Índia foi reorganizado, separando a Birmânia e Aden sob um novo Escritório da Birmânia, mas o mesmo Secretário de Estado chefiou ambos os departamentos e um novo título foi estabelecido como Secretário de Estado Principal de Sua Majestade para a Índia e a Birmânia. O Gabinete da Índia e o seu Secretário de Estado foram abolidos em agosto de 1947, quando o Reino Unido concedeu a independência no Ato de Independência da Índia, que criou dois novos domínios independentes, a Índia e o Paquistão. A Birmânia logo alcançou a independência separadamente no início de 1948. 

## Secretários de Estado da Índia

### Secretários de Estado da Índia, 1858–1937

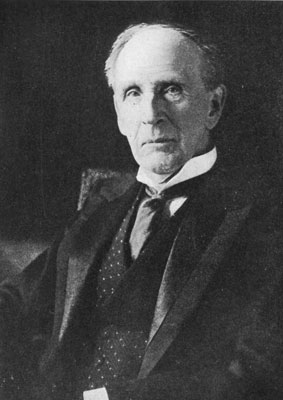
O 1º Visconde Morley de Blackburn, Secretário de Estado da Índia de 1905 a 1910 e novamente brevemente, como Secretário interino, em 1911

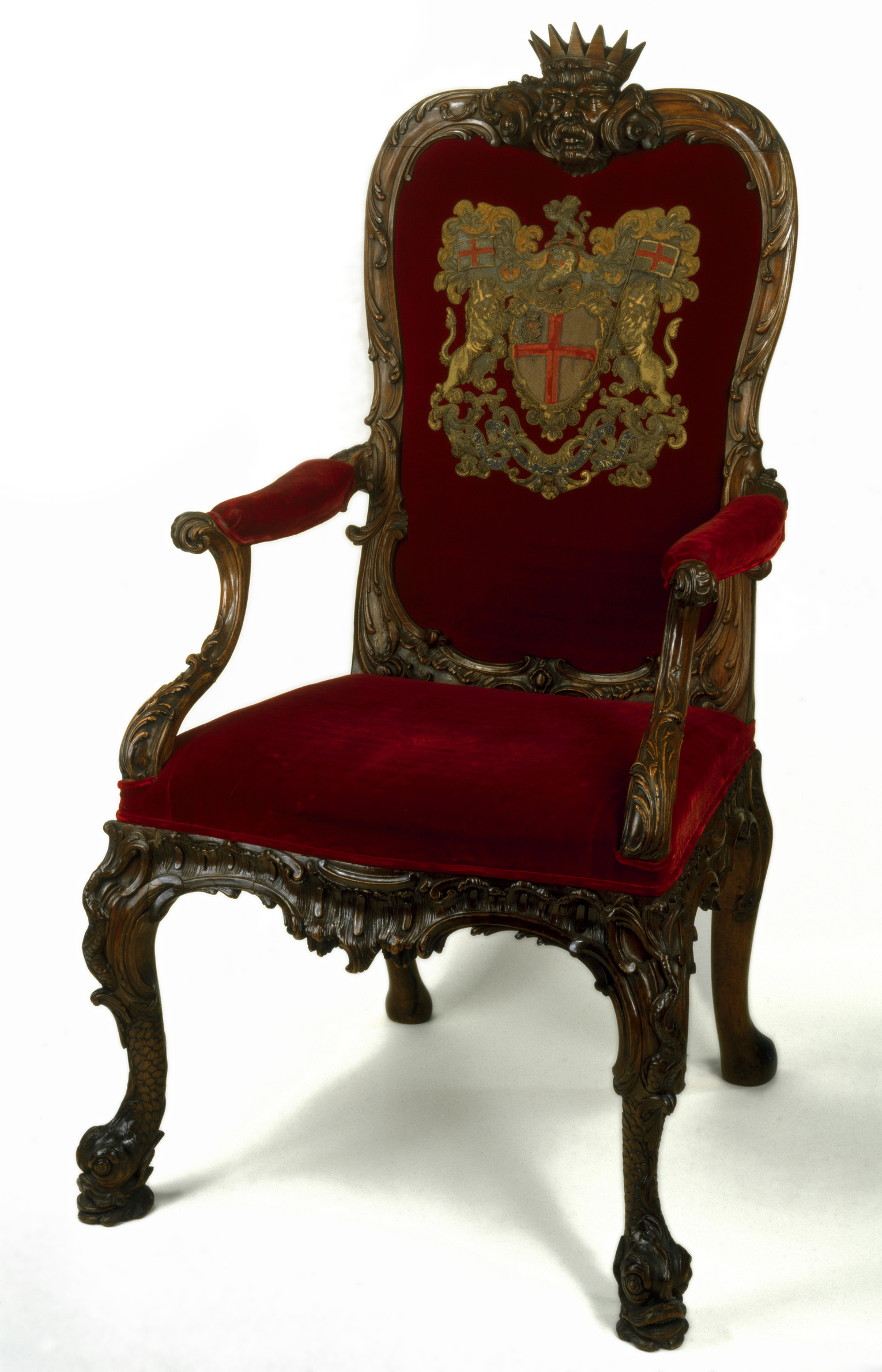
O assento cerimonial do Presidente do Tribunal de Administração da Companhia das Índias Orientais e, posteriormente, do Secretário de Estado da Índia

Fonte: 
| Retrato | Retrato                              | Nome | Term of office          | Term of office          | Partido            | Primeiro-ministro | Primeiro-ministro                                        |
| ------- | ------------------------------------ | --- | ----------------------- | ----------------------- | ------------------ | ----------------- | -------------------------------------------------------- |
|         |                                      | O Muito Honorável Lord Stanley MP por King's Lynn                                                               | 2 de agosto de 1858     | 11 de junho de 1859     | Conservador        |                   | 14° Conde de Derby                                       |
|         |                                      | O Muito Honorável Sir Charles Wood Bt GCB PC MP por Halifax até 1865 MP por Ripon depois de 1865                | 18 de junho de 1859     | 16 de fevereiro de 1866 | Liberal            |                   | Visconde Palmerston                                      |
|         | Conde Russell                        | O Muito Honorável Sir Charles Wood Bt GCB PC MP por Halifax até 1865 MP por Ripon depois de 1865                | 18 de junho de 1859     | 16 de fevereiro de 1866 | Liberal            |                   |                                                          |
|         |                                      | O Muito Honorável Conde de Grey VD PC                                                                           | 16 de fevereiro de 1866 | 26 de junho de 1866     | Liberal            |                   |                                                          |
|         |                                      | O Muito Honorável Visconde Cranborne MP por Stamford                                                            | 6 de julho de 1866      | 8 de março de 1867      | Conservador        |                   | 14° Conde de Derby                                       |
|         |                                      | O Muito Honorável Sir Stafford Northcote Bt CB MP por North Devonshire                                          | 8 de março de 1867      | 1 de dezembro de 1868   | Conservador        |                   | 14° Conde de Derby                                       |
|         | Benjamin Disraeli                    | O Muito Honorável Sir Stafford Northcote Bt CB MP por North Devonshire                                          | 8 de março de 1867      | 1 de dezembro de 1868   | Conservador        |                   |                                                          |
|         |                                      | Sua Graça Duque de Argyll KT PC                                                                                 | 9 de dezembro de 1868   | 17 de fevereiro de 1874 | Liberal            |                   | William Ewart Gladstone                                  |
|         |                                      | O Mais Honorável Marquês of Salisbury PC RFS                                                                    | 21 de fevereiro de 1874 | 2 de abril de 1878      | Conservador        |                   | Benjamin Disraeli                                        |
|         |                                      | O Muito Honorável Visconde Cranbrook PC                                                                         | 2 de abril de 1878      | 21 de abril de 1880     | Conservador        |                   | Benjamin Disraeli                                        |
|         |                                      | O Mais Honorável Marquês de Hartington MP por North East Lancashire                                             | 28 de abril de 1880     | 16 de dezembro de 1882  | Liberal            |                   | William Ewart Gladstone                                  |
|         |                                      | O Muito Honorável Conde de Kimberley PC                                                                         | 16 de dezembro de 1882  | 9 de junho de 1885      | Liberal            |                   | William Ewart Gladstone                                  |
|         |                                      | O Muito Honorável Lord Randolph Churchill MP por Paddington South                                               | 24 de junho de 1885     | 28 de janeiro de 1886   | Conservador        |                   | Marquêss de Salisbury                                    |
|         |                                      | O Muito Honorável Conde de Kimberley KG PC                                                                      | 6 de fevereiro de 1886  | 20 de julho de 1886     | Liberal            |                   | William Ewart Gladstone                                  |
|         |                                      | O Muito Honorável Visconde Cross GCB PC                                                                         | 3 de agosto de 1886     | 11 de agosto de 1892    | Conservador        |                   | Marquêss de Salisbury                                    |
|         |                                      | O Muito Honorável Conde de Kimberley KG PC                                                                      | 18 de agosto de 1892    | 10 de março de 1894     | Liberal            |                   | William Ewart Gladstone                                  |
|         |                                      | O Muito Honorável Henry Fowler MP por Wolverhampton East                                                        | 10 de março de 1894     | 21 de junho de 1895     | Liberal            |                   | Conde de Rosebery                                        |
|         |                                      | O Muito Honorável Lord George Hamilton MP por Ealing                                                            | 4 de julho de 1895      | 9 de outubro de 1903    | Conservador        |                   | Marquêss de Salisbury (Coligação Unionista)              |
|         | Arthur Balfour (Coligação Unionista) | O Muito Honorável Lord George Hamilton MP por Ealing                                                            | 4 de julho de 1895      | 9 de outubro de 1903    | Conservador        |                   |                                                          |
|         |                                      | O Muito Honorável William St John Brodrick MP por Guildford                                                     | 9 de outubro de 1903    | 4 de dezembro de 1905   | Unionista Irlandês |                   |                                                          |
|         |                                      | O Muito Honorável John Morley OM PC MP por Montrose Burghs até 1908 Visconde Morley de Blackburn depois de 1908 | 10 de dezembro de 1905  | 3 de novembro de 1910   | Liberal            |                   | Sir Henry Campbell-Bannerman                             |
|         |                                      | O Muito Honorável John Morley OM PC MP por Montrose Burghs até 1908 Visconde Morley de Blackburn depois de 1908 | 10 de dezembro de 1905  | 3 de novembro de 1910   | Liberal            | H. H. Asquith     |                                                          |
|         |                                      | O Muito Honorável Conde de Crewe KG PC FSA                                                                      | 3 de novembro de 1910   | 7 de março de 1911      | Liberal            |                   |                                                          |
|         |                                      | O Muito Honorável Visconde Morley de Blackburn OM PC                                                            | 7 de março de 1911      | 25 de maio de 1911      | Liberal            |                   |                                                          |
|         |                                      | O Mais Honorável Marquês de Crewe KG PC FSA                                                                     | 25 de maio de 1911      | 25 de maio de 1915      | Liberal            |                   |                                                          |
|         |                                      | O Muito Honorável Austen Chamberlain MP por Birmingham West                                                     | 25 de maio de 1915      | 17 de julho de 1917     | Conservador        |                   | H. H. Asquith (Coligação) David Lloyd George (Coligação) |
|         |                                      | O Muito Honorável Edwin Montagu MP por Chesterton até 1918 MP por Cambridgeshire depois de 1918                 | 17 de julho de 1917     | 19 de março de 1922     | Liberal            |                   | H. H. Asquith (Coligação) David Lloyd George (Coligação) |
|         | Ficheiro:William Peel.jpg            | O Muito Honorável Visconde Peel GBE PC                                                                          | 19 de março de 1922     | 22 de janeiro de 1924   | Conservador        |                   | Bonar Law                                                |
|         | Ficheiro:William Peel.jpg            | O Muito Honorável Visconde Peel GBE PC                                                                          | 19 de março de 1922     | 22 de janeiro de 1924   | Conservador        | Stanley Baldwin   |                                                          |
|         |                                      | O Muito Honorável Lord Olivier KCMG CB PC                                                                       | 22 de janeiro de 1924   | 3 de novembro de 1924   | Trabalhista        |                   | Ramsay MacDonald                                         |
|         |                                      | O Muito Honorável Conde de Birkenhead KCMG PC                                                                   | 6 de novembro de 1924   | 18 de outubro de 1928   | Conservador        |                   | Stanley Baldwin                                          |
|         | Ficheiro:William Peel.jpg            | O Muito Honorável Visconde Peel GBE PC                                                                          | 18 de outubro de 1928   | 4 de junho de 1929      | Conservador        |                   | Stanley Baldwin                                          |
|         |                                      | O Muito Honorável William Wedgwood Benn DSO MP por Aberdeen North                                               | 7 de junho de 1929      | 24 de agosto de 1931    | Trabalhista        |                   | Ramsay MacDonald                                         |
|         |                                      | O Muito Honorável Sir Samuel Hoare Bt GCSI GBE CMG JP MP por Chelsea                                            | 25 de agosto de 1931    | 7 de junho de 1935      | Conservador        |                   | Ramsay MacDonald (1° & 2° Ministério Nacional)           |
|         |                                      | O Mais Honorável Marquês de Zetland GCSI GCIE PC                                                                | 7 de junho de 1935      | 28 de maio de 1937      | Conservador        |                   | Stanley Baldwin (3° Ministério Nacional)                 |

### Secretários de Estado da Índia e Birmânia, 1937–1947
Fonte: 
| Retrato | Retrato | Nome                                                     | Mandato             | Mandato              | Partido     | Primeiro-ministro | Primeiro-ministro                                                |
| ------- | ------- | -------------------------------------------------------- | ------------------- | -------------------- | ----------- | ----------------- | ---------------------------------------------------------------- |
|         |         | O Muito Honorável Marquês de Zetland GCSI GCIE PC        | 28 de maio de 1937  | 13 de maio de 1940   | Conservador |                   | Neville Chamberlain (4° Ministério Nacional; Coalizão de Guerra) |
|         |         | O Muito Honorável Leo Amery MP por Birmingham Sparkbrook | 13 de maio de 1940  | 26 de julho de 1945  | Conservador |                   | Winston Churchill (Coalizão de Guerra; Ministério Interino)      |
|         |         | O Muito Honorável Lord Pethick-Lawrence PC               | 3 de agosto de 1945 | 17 de abril de 1947  | Trabalhista |                   | Clement Attlee                                                   |
|         |         | O Muito Honorável Conde de Listowel PC                   | 17 de abril de 1947 | 14 de agosto de 1947 | Trabalhista |                   | Clement Attlee                                                   |

### Secretários de Estado da Birmânia, 1947-1948
Fonte: 
| Retrato | Retrato | Nome                                   | Mandato              | Mandato              | Partido     | Primeiro-ministro | Primeiro-ministro |
| ------- | ------- | -------------------------------------- | -------------------- | -------------------- | ----------- | ----------------- | ----------------- |
|         |         | O Muito Honorável Conde de Listowel PC | 14 de agosto de 1947 | 4 de janeiro de 1948 | Trabalhista |                   | Clement Attlee    |